# 5-氰基间苯二甲酸
5-氰基间苯二甲酸是一种有机化合物，化学式为C9H5NO4。它可以5-氨基间苯二甲酸为原料，重氮化后和氰化亚铜、氰化钠反应制得。